# Orsonwelles arcanus
Orsonwelles arcanus är en spindelart som beskrevs av Gustavo Hormiga 2002. Orsonwelles arcanus ingår i släktet Orsonwelles och familjen täckvävarspindlar. Inga underarter finns listade i Catalogue of Life.